# Matti Petäjä
Matti Kullervo Petäjä, född 12 januari 1912 i Tammerfors, död där 19 augusti 1995, var en finländsk målare och grafiker.
Efter studier vid Konstindustriella centralskolan, ritskolan i Åbo och Konstföreningens ritskola i Helsingfors skaffade Petäjä sig vidareutbildning först vid Kungliga akademien för de fria konsterna i Stockholm och sedan i Paris, där han under några månader 1949 studerade vid André Lhotes vid den tiden starkt frekventerade skola. Under 1940- och 50-talen arbetade Petäjä främst som målare och utförde bland annat ett antal monumentalmålningar för skolor, kyrkor och andra institutioner i Tammerforstrakten. Kring 1960 började han alltmer ägna sig åt grafik, framför allt träsnitt.
I sitt måleri arbetade han genomgående figurativt, med en vanligen dämpad färgskala. I sin grafik gled han snabbt i riktning mot ett abstraherat, tidvis närmast informalistiskt formspråk. Med tunna, parallella linjer skapade han fält som kunde associera till knippen av ljusstrålar, i kontrast mot mörka, ofta helsvarta ytor. Denna pessimistiskt svartvita period, ofta med bilder som återspeglade ett aktivt samhällsengagemang, lämnade han på 1970-talet för ett ökat inslag av färg, ändå alltid med stram återhållsamhet. 
Petäjä deltog i ett otal utställningar av grafik både i Finland och utomlands. Han var även aktiv i konstnärsorganisationerna framför allt i sin hemstad Tammerfors, där han länge innehade en central position. 1991 arrangerade Tammerfors konstmuseum en stor retrospektiv utställning över hans livsverk.